# سایگون کوچک (اورنج کانتی)
سایگون کوچک، اورنج کانتی (انگلیسی: Little Saigon, Orange County) منطقه ای است که بین شهرهای گاردن گروو و وست‌مینستر در شهرستان اورنج، کالیفرنیا قرار دارد و بزرگ‌ترین سایگون کوچک در ایالات متحده آمریکا می‌باشد. سایگون، نام پایتخت ویتنام جنوبی است که سالهای قبل وجود داشت و جایی بود که شمار زیادی از نسل اول مهاجران ویتنامی از آنجا سرچشمه گرفته‌است.